# Jade Grillet-Aubert
Jade Grillet-Aubert (Évian-les-Bains, 22 novembre 1997) è una sciatrice freestyle ed ex sciatrice alpina francese.

## Biografia
Originaria di Morzine, la Grillet-Aubert ha iniziato la sua carriera nello sci alpino: attiva in gare FIS dal dicembre del 2009, in Coppa Europa ha esordito il 31 gennaio 2014 a Serre Chevalier in supergigante (63ª) e ha ottenuto il miglior piazzamento l'8 marzo 2018 a La Molina in slalom gigante (10ª); il 21 dicembre dello stesso anno ha disputato la sua unica gara in Coppa del Mondo, lo slalom gigante di Courchevel, senza completare la prova; ha preso per l'ultima volta il via in Coppa Europa il 2 marzo 2019 a Jasná in slalom gigante, senza qualificarsi per la seconda manche, e la sua ultima gara nella disciplina è stata uno slalom gigante FIS disputato il 3 aprile successivo a Les Menuires, chiuso dalla Grillet-Aubert al 7º posto. Nello sci alpino non ha partecipato a rassegne olimpiche o iridate.
Dalla stagione 2019-2020 si dedica al freestyle, specialità ski cross: ha esordito in Coppa Europa il 18 dicembre a Val Thorens (7ª) e in Coppa del Mondo il 1º febbraio 2020 a Megève (20ª). Il 20 febbraio successivo ha conquistato a Reiteralm la prima vittoria, nonché primo podio, in Coppa Europa e il 20 dicembre dello stesso anno ha ottenuto a Val Thorens il primo podio in Coppa del Mondo (2ª); ai successivi Mondiali di Idre Fjäll/Astana/Aspen 2021, suo esordio iridato, si è classificata 12ª, mentre ai XXIII Giochi olimpici invernali di Pechino 2022, suo debutto olimpico, si è piazzata al 14º posto. Ai Mondiali di Engadina 2025 ha vinto la medaglia d'argento nella gara a squadre e si è piazzata 5ª in quella individuale.

## Palmarès

### Sci alpino

#### Coppa Europa
- Miglior piazzamento in classifica generale: 77ª nel 2018

#### South American Cup
- Miglior piazzamento in classifica generale: 6ª nel 2017
- 5 podi:
  - 1 vittoria
  - 1 secondo posto
  - 3 terzi posti

##### South American Cup - vittorie
| Data           | Località    | Paese | Specialità |
| -------------- | ----------- | ----- | ---------- |
| 27 agosto 2016 | El Colorado | Cile  | GS         |

Legenda:

GS = slalom gigante

#### Campionati francesi
- 1 medaglia:
  - 1 argento (slalom gigante nel 2017)

### Mondiali
- 1 medaglia:
  - 1 argento (ski cross a squadre a Engadina 2025)

#### Coppa del Mondo
- Miglior piazzamento nella Coppa del Mondo di ski cross: 5ª nel 2022
- 4 podi:
  - 3 secondi posti
  - 1 terzo posto

#### Coppa Europa
- Miglior piazzamento nella classifica di ski cross: 3ª nel 2020
- 1 podio:
  - 1 vittoria

##### Coppa Europa - vittorie
| Data             | Località  | Paese   | Specialità |
| ---------------- | --------- | ------- | ---------- |
| 20 febbraio 2020 | Reiteralm | Austria | SX         |

Legenda:

SX = ski cross

#### Campionati francesi
- 2 medaglie:
  - 1 oro (ski cross nel 2022)
  - 1 bronzo (ski cross nel 2020)